# 파리 평화 협정

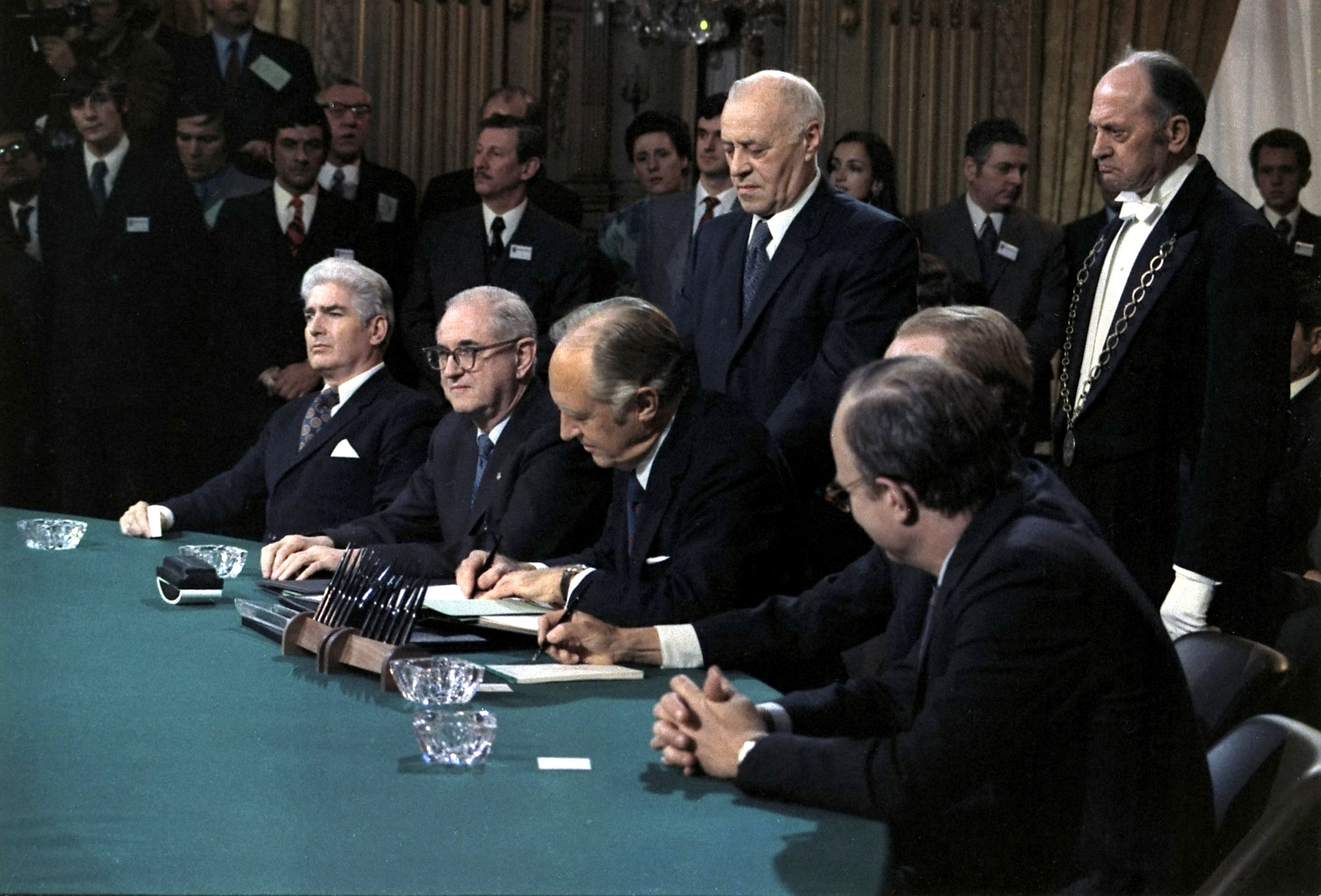
파리 평화협정

파리 평화 협정(Paris Peace Accords) 혹은 베트남 평화 협정(Vietnam Peace Agreement)은 1973년 1월 27일 파리에서 북베트남, 남베트남, 미국 사이에 조인된 베트남 전쟁 종결을 약속한 협정이다. 평화협정 이후 주월 미군과 주월 한국군 등 남베트남에 주둔한 외국의 모든 군대가 모두 철수하자, 1975년 4월 30일 북베트남군이 남베트남의 수도인 사이공을 점령하였고, 이에 남베트남의 총통이 항복했다.

## 개요
1973년 1월 27일에 협정이 조인되었다. 모든 참가국들은 "1954년 베트남에 대해 제네바 협정에 의해서 승인된 베트남의 독립, 주권, 통일성, 영토를 존중한다"를 인정하였다.
그 후 미국은 1969년에 개시한 미군의 철수를 계속하여, 1973년 1월 29일에 닉슨 대통령은 베트남 전쟁의 종전을 선언하였고, 미군은 3월 29일에 남베트남에서 완전히 철수하였다.
평화협정 조인에 대한 공적을 높이 사서 헨리 키신저 대통령 특별 보좌관과, 북베트남의 레득토 특사에게는 노벨평화상이 주어졌지만, 레득토 특사는 "아직 베트남에 평화는 오지 않았다. 그리고 노벨상은 부르주아적 감성에 편중된 상에 불과하다."라는 이유로 노벨평화상 수상을 거부하였다.

## 사이공 함락
1973년 평화협정으로 미군이 남베트남에서 철수할 때, 헨리 키신저는 유사시 남베트남에 대한 미군의 지원을 약속했다. 그러나 1974년부터 평화협정을 위반하고 재개된 북베트남의 본격적인 공세에도 미군의 개입은 없었으며 갈수록 원조만 줄어갔고, 1975년 남베트남의 수도 사이공이 북베트남군에게 함락될 때, 미군은 오지 않았으며, 남베트남의 응우옌반티에우 총통이 키신저에게 약속을 어겼다며 항의했다.

## 기타
논란이 많았던 1973년 노벨평화상 수상자 선정의 내막이 50년 만에 밝혀졌다고 영국 가디언이 2023년 1월 11일(현지시간) 보도했다. 시종일관 논란이 끊이지 않았던 당시 노벨평화상 수상자 선정의 내막은 50년 동안 기밀로 유지되다 그 기한이 끝난 올해 1월 1일 정보 공개 요청에 따라 공개됐다.
스타인 토네손 오슬로 국제평화연구소(PRIO) 연구교수는 공개된 문서를 검토한 뒤 "당시 노벨위원회가 그처럼 잘못된 결정을 내렸다는 사실에 또 한 번 놀랐다."고 말했다.
공개된 문서에 따르면 1973년 키신저와 토가 평화협정(1973년 1월 27일)에 서명한 지 이틀 뒤인 그해 1월 29일 노르웨이 역사학자로 당시 오슬로대 교수였던 욘 산네스가 두 사람을 노벨평화상 수상자로 지명했다. 산네스 교수는 노벨위원회에 보낸 편지에서 "두 사람을 평화상 후보로 선정함으로써 베트남과 미국 간 무력 충돌을 종식시킬 협상의 의미를 기릴 수 있다고 본다."고 밝혔다. 그는 또 "파리 평화협상이 실제로 어떤 결과를 가져올지는 앞으로 남은 시간에 달려 있음을 잘 알고 있다."고 덧붙였다.
토네슨 교수는 산네스 교수의 후보 지명 편지와 두 후보자에 대한 보고서에 대해, "당시 노벨위원회는 평화협정이 지켜지지 않을 것임을 충분히 인지하고 있었다."고 지적했다.
공개된 문서 가운데는 토가 하노이에서 오슬로로 보낸 전보 원문과, 사이공 함락 뒤 키신저가 평화상 반납의 뜻을 전하기 위해 미국에서 노벨위원회에 보낸 통지문도 있다.
토는 "파리 평화협정이 실현돼 남베트남에서 총격이 멈추고 평화가 실현됐을 때 노벨평화상 수상을 고려할 것"이라고 밝혔고, 키신저는 "우리가 협상을 통해 실현하려 했던 평화가 무력에 의해 무너졌다."고 말했다.
키신저는 현재 99살의 나이에도 불구하고 여전히 미국 외교정책과 국제정치 현안에 대한 자신의 견해를 표명하고 있다. 그는 이번 문서 공개와 관련한 논평 요청에 응하지 않았다고 가디언은 밝혔다.

## 협정서명자
- 미국 헨리 캐벗 로지 주니어 대표단 주석
- 미국 윌리엄 P. 로저스 미국무부 장관
- 남베트남 쩐반람 외상

- 북베트남 응우옌즈이찐 외상
- 남베트남 민족해방전선 응우옌티빈 임시혁명정부 외상

## 관련 주요 인물
- 헨리 키신저
- 레득토
- 틱낫한

## 같이 보기
- 노벨평화상